# Acostaea rivolii
Espèce
Synonymes
- voir paragraphe #Synonymes

Statut de conservation UICN

 CR A2c : 
En danger critique
Acostaea rivolii est une espèce de mollusques bivalves de la famille des  Etheriidae.

## Synonymes
- Mulleria rivolii Deshayes, 1827[1]

## Historique
L'espèce Acostaea rivolii a été initialement décrite en 1859 par George Busk sous le protonyme de Mulleria rivolii.

## Répartition et habitat
Cette espèce est endémique du río Magdalena et de ses affluents en Colombie. Elle vit dans les eaux peu profondes, calcaires et chaudes, entre 27 et 31 °C.